# Castagniccia

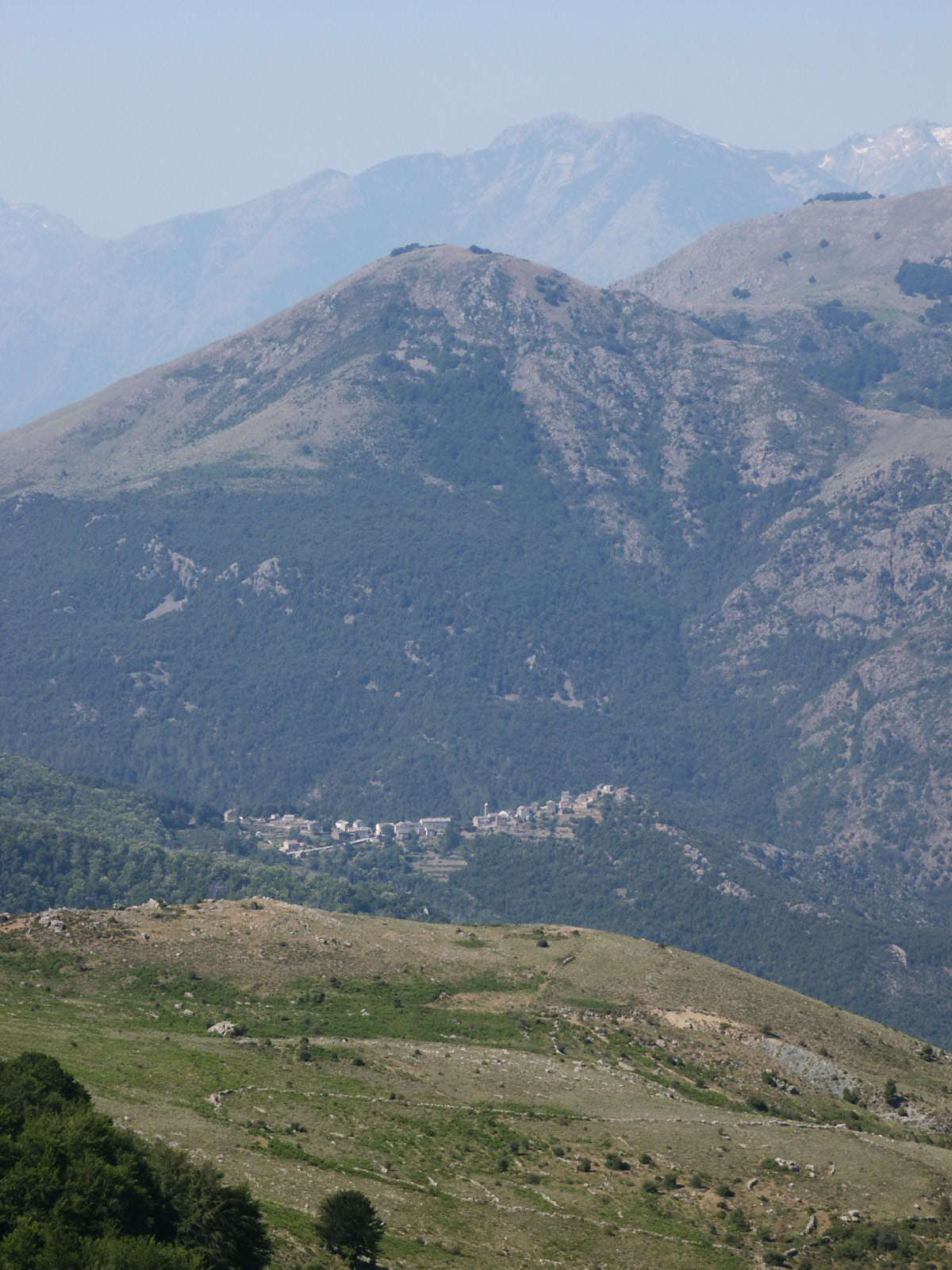
Carticasi, a E Vallerustie

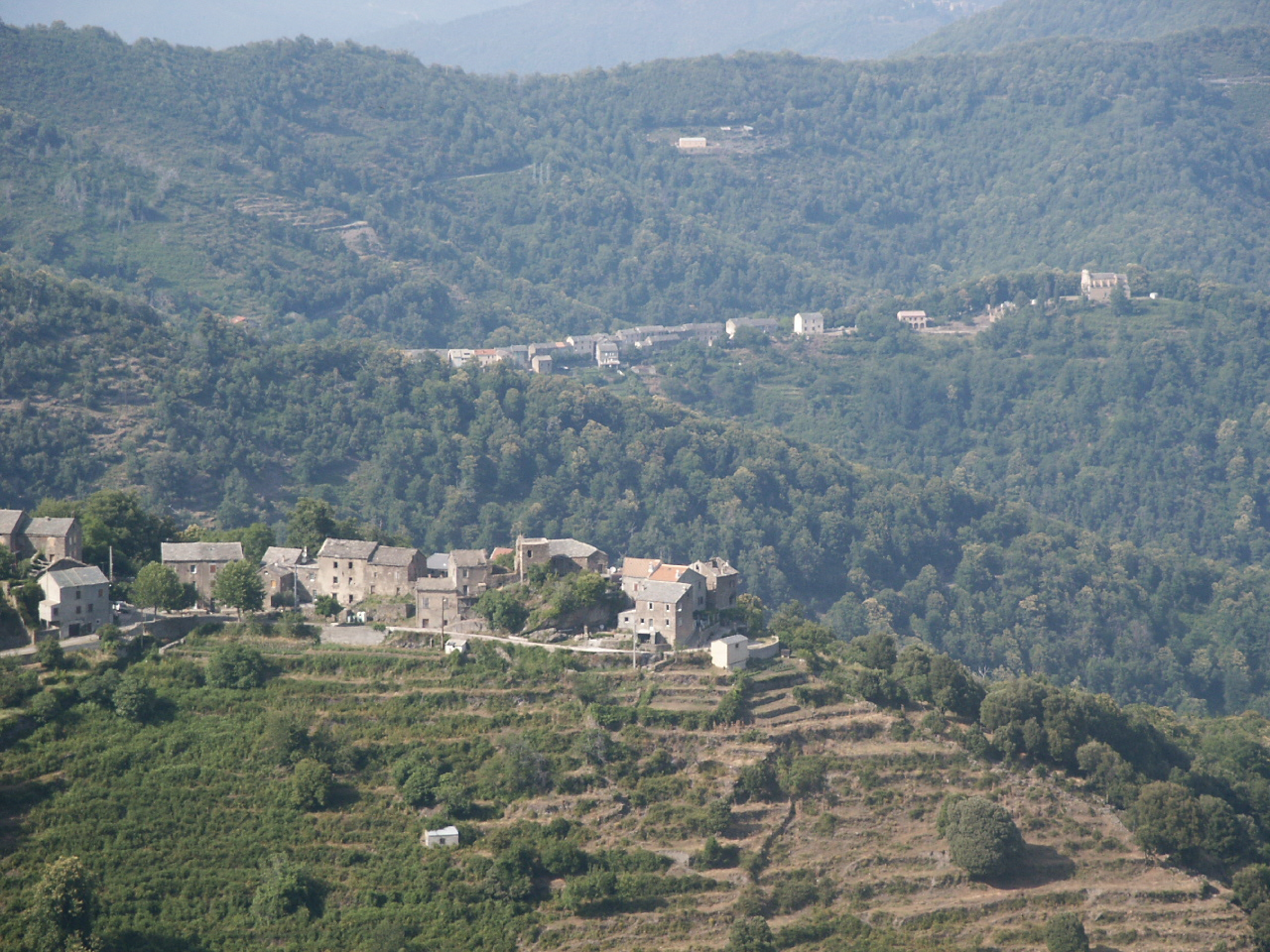
viles d'Ampugnani

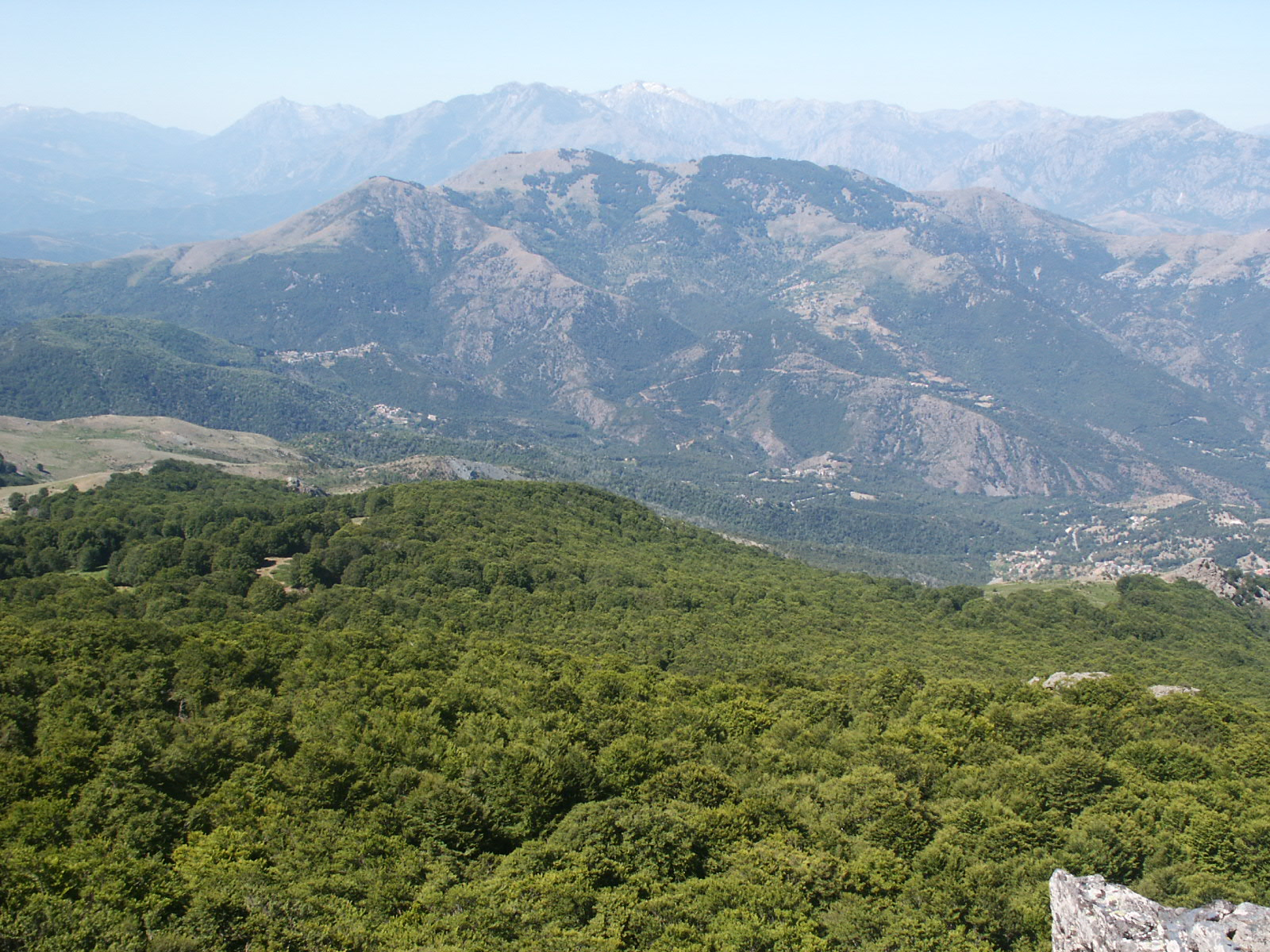
E Vallerustie vista des de San Petrone

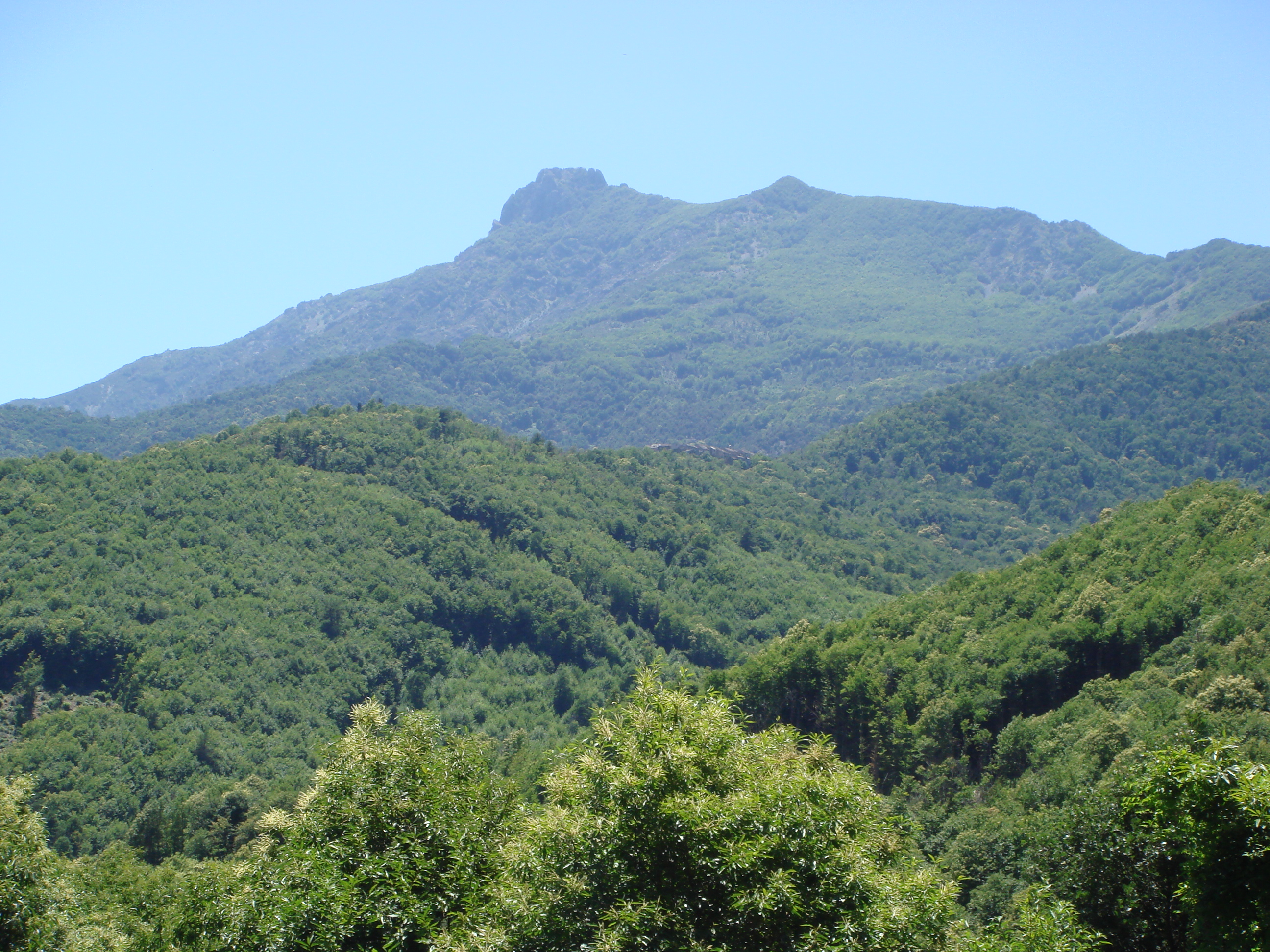
la vall d'Ampugnani i San Petrone

La Castagniccia (pronunciat [ka∫ta], com "cach'tagni tchia" o "cach'tagni tcha" [t∫a], ]) és una regió de Còrsega situada al centre-est de l'illa. Pren el seu nom del castanyer, castagnu en cors, arbre omnipresent a la regió. Força boscosa i rica en aigua, tot i que muntanyosa i de difícil accés, en el segle xix va tenir la densitat de població més alta de Còrsega. La seva economia es basava en la cultura de la castanya, que salvà nombrosos corsos de la fam.
El seu punt culminant és el San Petrone (1.767 m). Dotada d'una terra fèrtil i rica en cabals d'aigua, verda i boscosa, que contrasta amb altres regions més pobres i seques.
Els seus límits són els rius Golu a l'oest i al nord, Tavignanu al sud, a l'est la planura oriental i el mar Tirrè.

## Geografia
La Castagniccia està formada pels pievi següents :
- Alisgiani (Alesani)
- Ampugnani
- Boziu
- Campuloru
- Casàccuni (Casacconi)
- Casinca
- Mercuriu (pieve històric, més tard unit a Boziu)
- Muriani
- Orezza
- A Rogna (en part : marge esquerre de Tavignanu)
- Rustinu
- A Serra
- Tàlcini (en part)
- Tavagna
- Vallerustie
- Verde